# NOW That's What I Call Christmas 2005
NOW That's What I Call Christmas er et dansk opsamlingsalbum udgivet 4. november 2005 af NOW Music. 

## Spor

### Cd 1
1. Drengene fra Angora – "Jul I Angora"
2. Wham! – "Last Christmas"
3. MC Einar – "Jul Det' Cool"
4. The Darkness – "Christmas Time"
5. Slade – "Merry Christmas Everybody"
6. Mel & Kim – "Rockin' Around The Christmas Tree"
7. Usher – "This Christmas"
8. Britney Spears – "My Only Wish (This Year)"
9. The Jackson 5 – "I Saw Mommy Kissing Santa Claus"
10. Sinéad O'Connor – "Silent Night, Holy Night"
11. Enigma – "Sadness"
12. The Flying Pickets – "Only You"
13. Søs Fenger & Thomas Helmig – "Når Sneen Falder"
14. Frankie Goes To Hollywood – "The Power Of Love"
15. Michael Bolton – "Santa Claus Is Coming To Town"
16. Vonda Shepard – "Have Yourself A Merry Little Christmas"
17. Johnny Logan – "What's Another Year"
18. Gasolin – "Dejlig Er Jorden"

### Cd 2
1. Band Aid 20 – "Do They Know It's Christmas"
2. Run-D.M.C. – "Christmas In Hollies"
3. Gnags – "Julesang"
4. Elton John – "Step Into Christmas"
5. Shu-bi-dua – "Den Himmelblå"
6. Backstreet Boys – "Christmas Time"
7. Bing Crosby – "White Christmas"
8. The Housemartins – "Caravan Of Love"
9. David Essex – "A Winters Tale"
10. Chris Rea – "Driving Home For Christmas"
11. Shakin' Stevens – "Merry Christmas Everyone"
12. Jona Lewie -"Stop The Cavalry"
13. East 17 – "Stay Another Day"
14. Roxette – "It Must Have Been Love"
15. Vicky Singh – "December"
16. Kylie Minogue – "Santa Baby"
17. Juice /S.O.A.P. /Christina /Remee – "Let Love Be Love"
18. ABBA – "Happy New Year"